# Sherwood Stewart
Sherwood Stewart (Goose Creek, 6 de Junho de 1946) é um ex-tenista profissional estadunidense.

## Grand Slam Finais, 10 (5 títulos, 5 vices)

### Duplas, 6 (3 títulos, 3 vices)
| Posição | Ano  | Campeonato        | Parceiro       | Oponentes                       | Placar              |
| Campeão | 1976 | Roland Garros     | Fred McNair    | Brian Gottfried Raul Ramirez    | 7–6, 6–3, 6–1       |
| Vice    | 1978 | U.S. Open         | Marty Riessen  | Robert Lutz Stan Smith          | 6–1, 5–7, 3–6       |
| Campeão | 1982 | Roland Garros (2) | Ferdi Taygan   | Hans Gildemeister Belus Prajoux | 7–5, 6–3, 1–1, ret. |
| Vice    | 1983 | Roland Garros     | Mark Edmondson | Anders Järryd Hans Simonsson    | 6–7, 4–6, 2–6       |
| Vice    | 1983 | Australian Open   | Steve Denton   | Mark Edmondson Paul McNamee     | 3–6, 6–7            |
| Campeão | 1984 | Australian Open   | Mark Edmondson | Joakim Nyström Mats Wilander    | 6–1, 6–4            |

### Duplas Mistas, 4 (2 títulos, 2 vices)
| Posição  | Ano  | Campeonato      | Parceira      | Oponentes                   | Placar           |
| Campeão  | 1987 | Australian Open | Zina Garrison | Anne Hobbs Andrew Castle    | 3–6, 7–6(5), 6–3 |
| Vice     | 1987 | French Open     | Lori McNeil   | Pam Shriver Emilio Sánchez  | 3–6, 6–7(4)      |
| Campeaão | 1988 | Wimbledon       | Zina Garrison | Gretchen Magers Kelly Jones | 6–1, 7–6(3)      |
| Vice     | 1989 | Australian Open | Zina Garrison | Jana Novotná Jim Pugh       | 3–6, 4–6         |